# Fredys Socarrás
Fredys Miguel Socarrás Reales (Valledupar, Cesar, 19 de junio de 1963) es un médico cirujano y político colombiano, exdiputado del departamento del Cesar, varias veces candidato a la alcaldía de Valledupar, alcalde de la ciudad y municipio de Valledupar para el periodo 2012-2015 y actualmente se desempeña como Viceministro de Empleo y Pensiones.

## Familia
Fredys nació en una humilde familia en el barrio Las tres Marías de Valledupar. Es hijo del carpintero Casto Santander Socarrás y la ama de casa Elsa Reales. Es hermano del arquitecto y exdiputado del departamento del Cesar, Casto de Jesús Socarrás Reales. También es hermano de José, Hernán Enrique, Luis Alberto, Álvaro Miguel, Damaris y Olga Mercedes Socarrás Reales.
Socarrás es primo hermano de los hermanos Miguel, Ciro, Cecilia, Álvaro, Carlos Alberto y Leonor Meza Reales, quienes se han distinguido en el folclor vallenato.
Socarrás estuvo casado de 1988 a 2014 con Carmen Sofía Polo, con quien tuvo tres hijos; Fredy Rafael, Daniel, Juan Pablo Ángel.

### Estudios
Socarrás estudió y egresó como médico cirujano de la Universidad Libre de Colombia, luego se especializó en Gerencia de Servicios de Salud y 
con un Doctorado en Ciencias Sociales Universidad de Zulia

## Trayectoria
Socarrás trabajó inicialmente en la Secretaría de Salud del Departamento del Cesar como jefe de División de Saneamiento Ambiental, para posteriormente pasar a dirigir la Secretaría de Salud del Departamento del Cesar.
Luego laboró en el Instituto de Seguros Sociales (ISS) en Valledupar, en la División de Servicios de Salud de la Seccional Cesar, encargado de la Dirección de la Clínica de Segundo nivel de atención de la Clínica Ana María del ISS de Valledupar.
Después fue nombrado Gerente Seccional de EPS, en donde se desarrolló la primera subasta pública de medicamentos esenciales en la historia del ISS y la primera en instituciones públicas del departamento del Cesar durante las vigencias de 1995, 1996 y 1997. 
En mayo de 1998, renunció al ISS y pasó a trabajar al sector privado de la salud, como Director Médico de la red de servicios de salud de la Aseguradora en el Cesar con la Aseguradora Colseguros. La entidad cubre el sector minero del departamento del Cesar, por lo que Socarrás estuvo encargado de administrar la póliza médica de los empleados de la multinacional minera Drummond Ltda.

### Docente universitario
Entre febrero de 1999 y junio de 2003 fue profesor en la Universidad de Santander (UDES) sede de Valledupar, donde impartió clases de Gestión en Salud y Administración enfocada a la salud. También fue docente en la Universidad Popular del Cesar en pregrado en las cátedras de Farmacología, Gestión en Salud y en Postgrados de Gerencia en Servicios de Salud, Auditoría en Salud y Salud Familiar, donde dio clases de Planeación en Salud,  Administración en Salud, EPS y modelos de Salud.
Socarrás fue asesor del despacho del Gobernador del Cesar en diferentes temas que tienen que ver con los sectores sociales de la salud y educación, apoyando el desarrollo del sector salud en el departamento, la cobertura universal en el Régimen Subsidiado.

### Candidato a la alcaldía de Valledupar (2009)
En las elecciones atípicas a la alcaldía de Valledupar del 4 de octubre de 2009, Socarrás Reales fue candidato por el Partido de la U. Solo 34,85% de los votantes aptos salieron a votar en la jornada electoral. 
El candidato ganador fue Luis Fabián Fernández del partido Liberal con 31.248 votos, seguido por Socarrás Reales con 29.212 votos. En tercer lugar quedó Eloy Quintero Romero con 12.570 votos, cuarto Evelio Daza con 1.961 votos y Jorge Luis Fernández Olivella con 312 votos. Votos blancos 1.875; votos Nulos 800 y votos no marados, 1.434.

### Alcalde de Valledupar (2012-2015)
Al no contar con el apoyo del Partido de la U o Cambio Radical, Socarrás Reales recogió firmas para obtener el aval. Logró obtener 97 mil firmas de apoyo y creó el movimiento político “Si podemos”.
En 2012 fue escogido como el mejor alcalde del país, por el impacto social de sus políticas públicas al frente de los destinos del municipio de Valledupar. Además, durante su administración, una de las más exitosas por la implementación del programa de viviendas gratuitas, también se caracterizó por el enfoque de género, pues su gabinete municipal estuvo compuesto en un 70% por mujeres profesionales en diferentes disciplinas.
Según una encuesta del Centro Nacional de Consultoría y el noticiero CM& del 17 de noviembre de 2012, Socarrás mantuvo una imagen positiva del 83% y fue catalogado entre los mejores de Colombia.

### Viceministro de Empleo y Pensiones (2017-2018)
Socarrás es un médico cirujano de la Universidad Libre de Colombia con especialización en Gerencia de Servicios de Salud y Doctorado en Ciencias Sociales 
Fredys Miguel Socarrás Reales tomó posesión el 4 de agosto de 2017 como el nuevo viceministro de Empleo y Pensiones del Ministerio de Trabajo ante la titular de la cartera laboral, Griselda Janeth Restrepo Gallego.
“En la apasionante etapa del posconflicto esta cartera laboral tiene un rol notable para cumplir las funciones que le son propias, como la de impulsar una política pública de empleo y de formalización rural que nos va a centrar todo el esfuerzo y dedicación”, indicó el nuevo funcionario.
Oriundo de Valledupar, Socarrás es un médico cirujano de la Universidad Libre de Colombia, especialización en Gerencia de Servicios de Salud y Doctorado en Ciencias Sociales  con amplia experiencia en el ámbito político-administrativo, así como en la docencia universitaria. Ha sido diputado de la Asamblea del Cesar y alcalde de la ciudad de Valledupar durante el periodo 2012-2015.

#### Gabinete
Las siguientes personas hicieron parte del gabinete municipal de la alcaldía de Valledupar durante el gobierno de Socarrás Reales:
- Secretario de Gobierno: Carlos Felipe Quintero Ovalle - Paola Fragoso Pinto (Alcaldesa encargada) - José Alfonso López Vásquez - Carlos Mario Céspedes Torres
- Secretaria de Obras Públicas: Yarime Lobo Baute - Jair José González Vigna
- Secretaria de Hacienda: José Alejandro Fuentes Rodado - Lily Esther Mendoza Vargas
- Secretaria de Tránsito y Transporte: Oriana Urón Pinto - Alberto Antonio Ruiz Caviedes - Oscar Miguel Tom Socarrás
- Secretaria de Salud: Eloísa Tamayo Argüelles - Holmer Jiménez Ditta -  John Jairo Gil Rojas
- Secretario de Educación: Julio César Barrios De Luque - Asdrubal Rocha Lengua
- Secretaria de Talento Humano: Liceth Serje Uribe - Yesid Pedroza - Siboney De León
- Jefe de Oficina Asesora de Planeación: Aníbal Quiroz Monsalvo - Raúl Fernando Villegas Ochoa
- Jefe de Oficina Asesora Jurídica: Sol Yadira Rojas - Mery María Romero Mestre
- Jefe de Oficina de Gestión Social: Darling Guevara - Edlilberto Carlos Cúdriz Ospino
- Jefe de Control Interno: James Arredondo Mendoza - Evelin Judith Acosta Fontalvo
- Jefe de Oficina de Prensa: Liliana Vanegas Romero
- Jefe de Oficina de Protocolo: Ana Milena Montero
- Jefe de Control Disciplinario: Elma Cristi Velásquez Santos
- Director de la Casa de la Cultura: Alberto Muñoz Peñaloza
- Fonvisocial: D'Angela Maestre
- Gerente Sistema Estratégico de Transporte (SETPV): Katrizza Morelli Aroca - (vacante) Luis Gabriel Rivera (encargado)
- Gerente de Emdupar: Luís Eduardo Gutiérrez Aroca - Gustavo Morales
- Gerente Terminal de Transporte: Antonio Yesith Pedroza Estrada
- Gerente de Indupal: Iván Ochoa Campo
- Mercabastos: Mailen Morón Torres - Armando Darío Maestre Cuello
- Secretario General: Johnny Hernández Mindiola - Sol Yadira Rojas - Lisbeth Lorena Gaitán Mateus
- Asesora de Despacho: Yomaira Quintero Romero - Sandra Luz Cujia - Lina Molina Pimienta
- Tesorera: Laudith Ramírez Chacón
- Asesor político: Miguel E Villazón Blay